# Символічна збірна століття ІІХФ
Символічна збірна століття ІІХФ (англ. IIHF Centennial All-Star Team) — символічна збірна, складена з шести найбільш успішних хокеїстів за всю історію міжнародних хокейних змагань.
Шість членів символічної збірної були обрані шляхом голосування, організованого ІІХФ. До складу виборного комітету увійшли 56 хокейних експертів із 16 країн Європи та Північної Америки. Підсумкова шістка була оголошена 17 травня 2008 року в Квебеку на гала-вечорі, присвяченому столітньому ювілею ІІХФ. Цікаво, що жоден із 56 варіантів, запропонованих учасниками голосування, не збігся з підсумковою шісткою найкращих.
На момент створення команди всі шість гравців уже були членами Зали слави ІІХФ, і всі члени команди, включаючи Сергія Макарова, тепер увійшли до Зали слави хокею. Усі четверо росіян, які потрапили в команду, грали в хокейній лізі з московським ЦСКА, зокрема три роки (1978—1981) як одноклубники.

## Символічна збірна сторіччя
- Воротар: Владислав Третьяк (СРСР) — 31 голос.
- Захисник: В'ячеслав Фетісов (СРСР) — 55 голоси.
- Захисник: Бер'є Сальмінг (Швеція) — 17 голосів.
- Крайній нападник: Валерій Харламов (СРСР) — 22 голоси.
- Крайній нападник: Сергій Макаров (СРСР) — 19 голосів.
- Центральний нападник: Вейн Грецкі (Канада) — 39 голосів.